# 4 Dywizja Strzelecka (Biali)
4 Dywizja Strzelecka Sił Zbrojnych Południa Rosji (ros. 4-я стрелковая дивизия ВСЮР) – związek taktyczny Sił Zbrojnych Południa Rosji podczas wojny domowej w Rosji
Została sformowana 22 listopada 1919 r. w Kijowie na bazie mieszanego pułku gen. mjr. M. D. Udowiczenki. Składała się pierwotnie z 13 Pułku Strzeleckiego, batalionu 14 Pułku Strzeleckiego, batalionu 15 Pułku Strzeleckiego i 16 Pułku Strzeleckiego. Wchodziła w skład Oddziału Połtawskiego gen. lejt. Michaiła N. Kalnickiego, działającego na prawobrzeżnej Ukrainie, który w styczniu 1920 r. został oddzielony od reszty oddziałów Armii Ochotniczej i zmuszony do wycofania się w rejon Odessy. Dywizja weszła tam w skład Samodzielnej Rosyjskiej Armii Ochotniczej gen. lejt. Nikołaja E. Bredowa. Po opuszczeniu Odessy 27 stycznia, skierowano się ku rumuńskiej granicy, aby przejść przez Dniestr do Rumunii. Kiedy władze rumuńskie nie zgodziły się na to, wzięła udział w tzw. Marszu Bredowskim ku Podolu, zajętym przez polskie wojska. Po dotarciu na miejsce 12 lutego, oddziały gen. lejt. N. E. Bredowa przez 2 tygodnie obsadzały linię frontu, po czym zostały rozbrojone i internowane w Polsce. Żołnierzy 4 Dywizji Strzeleckiej osadzono w obozie w Pikulicach. Rozkazem gen. N. E. Bredowa w skład dywizji weszły mieszany pułk 15 Dywizji Piechoty, 42 Jakucki Pułk Piechoty i IV Strzelecka Brygada Artylerii. W lipcu 1920 r. dywizja została statkami z portów rumuńskich przetransportowana na Krym do wojsk białych gen. Piotra N. Wrangla. 9 sierpnia rozformowano ją.